# Single Soon
«Single Soon» es una canción de la cantante estadounidense Selena Gomez. Fue lanzada el 25 de agosto de 2023 a través de Interscope Records como sencillo en solitario en preparación para el siguiente disco de la cantante. Producida principalmente por Benny Blanco y Cashmere Cat, se trata de una canción catalogada dentro del género dance pop, con un estribillo pegadizo y veraniego, y una duración que no llega a los 3 minutos, cuyo tema principal es la celebración de la soltería tras una relación complicada y el empoderamiento individual.
El sencillo fue lanzado acompañado del videoclip musical, que muestra a la cantante preparándose para salir de una relación y saliendo de fiesta, así como fue lanzado en formato de vinilo de 7 pulgadas, y su principal promoción se centró en listas de reproducción y redes sociales.
En relación a su desempeño comercial, se puede considerar un éxito moderado, alcanzando el top 20 de mercados muy importantes, como en Estados Unidos o Canadá, aunque el principal motor de la canción fueron las radios, siendo una canción muy popular en las emisoras de todo el mundo, compartiendo listas con su éxito previo, «Calm Down (Remix)», que publicado en 2022, todavía se encontraba en lo más alto de las listas cuando este nuevo sencillo fue lanzado. 
Por su parte, tanto el público como la crítica consideraron valorar positivamente la canción como un sencillo desenfadado y muy apto para el final del verano, pero se criticó cierta falta de maduración musical por parte de la cantante.  

## Antecedentes y composición
En febrero de 2023, Gomez habló por primera vez sobre su futuro material musical, donde mencionó que se estaba inspirando en cosas reales que estaba pasando en su vida para crear el nuevo material, describiendo el sonido como poderoso, fuerte y muy pop. Posteriormente, en mayo confirmaría que estaba trabajando en nueva música que tenía pensado lanzar durante el año. Más adelante, el 9 de junio de 2023 Gomez publicará un post en la plataforma TikTok, el que se encuentra en un partido de fútbol y puede verse a la cantante gritando de forma jovial que esta soltera, volviéndose una publicación muy viral, y que se identificó en tal momento como una aclaración de la cantante ante las constantes especulaciones sobre sus relaciones.
El 13 de agosto de 2023, los fanáticos de la cantante empezaron a localizar diversos carteles en el que se podía leer «Single Soon», acompañado de un número de teléfono, tal que al marcar el número se podía escuchar un saludo de voz infantil, que luego se confirmó que sería de Gracie Teefey, la segunda medio hermana de Selena, hija de su madre, Mandy y su padrasto Brian. Adicionalmente, los carteles también incluían el apartado web «illbesingleson.com» en la parte inferior del cartel, que pronto se descubrió que estaba vinculado con las redes sociales y el boletín oficial de noticias de Gomez.
Finalmente, el 17 de agosto, se puso fin a las especulaciones cuando Gomez anunció su sencillo en redes sociales, revelando la portada, en la que aparece posando en el asiento trasero de un coche con una chaqueta de piel morada. El anuncio generó bastante expectación, obteniendo millones de likes en Instagram, TikTok o X. A través de la publicación se hizo posible tanto preguardar la canción en plataformas de Streaming y digitales, como realizar la compra de unos vinilos de edición limitada de 7 pulgadas.
En el anuncio del lanzamiento oficial, la cantante destacaba que aunque su siguiente álbum todavía no estaba listo, «Single Soon» servía para ir abriendo boca sobre lo que sería el próximo proyecto de la cantante. Sin embargo, aquel álbum finalmente no sería lanzado, y en octubre de 2024, durante la campaña promocional de la película Emilia Pérez (2024), en el que Gomez es coprotagonista, confirmó que no había planes de lanzar música durante un periodo indefinido de tiempo, y que, en cualquier caso, «Single Soon» no sería parte de este, funcionando como un sencillo sin álbum, al igual que en su momento lo fueron «Bad Liar», «Fetish» o «Wolves», si bien estos fueron incluidos en la versión deluxe de Rare (2020). 

### Contenido musical y grabación
Respecto a la composición, «Single Soon» es una canción que puede categorizarse dentro de los géneros pop y dance pop, así como algunos elementos de R&B, con un ritmo relajado pero bailable. Su tempo es de 105 pulsos por minuto, basado en un compás de 4/4 y una estructura pop convencional, perfecta para ser radiada. Los arreglos musicales incluyen percusiones electrónicas y un bajo prominente, mientras que la voz de Gomez cuenta con varios procesamientos para crear una atmósfera envolvente, por lo que sin poderse considerar una producción maximalista, si que tiene una producción cuidada y trabajada.
Realmente «Single Soon» sería grabada originalmente en 2017, pensada para el proyecto musical que Gomez estaba grabando como sucesor de su exitoso álbum Revival (2015) y que nunca terminaría siendo lanzado como tal, conocido como «SG2» y que finalmente se materializaría en Rare (2020). La versión original, que fue filtrada alrededor del lanzamiento de este sencillo, fue producida exclusivamente por Cashmere Cat, y cuenta con una producción mucho más minimalista y alejada del toque dance que caracteriza la versión oficial lanzada en 2023, con toques claramente R&B, más cercana a la producción de los lanzamientos de la cantante por aquella época, como «Bad Liar». Posteriormente, en 2023 la cantante rescataría este demo y se añadiría Benny Blanco a la producción, envolviendo la atmósfera de la canción de un tono más desenfadado y bailable.

### Contenido lírico
En relación al contenido lírico, el tema principal de la canción es la celebración de la soltería, anticipándose a la libertad que va a conseguir con ella, desde una perspectiva segura, juguetona y empoderada. Gomez quiere trasladar la idea de que a veces las relaciones pueden llevar a una pérdida de la individualidad, y quiere alejarse de la idea de que es necesario estar con alguien para sentirse pleno o feliz, incluso disfrutando del momento de romper la relación. La cantante abre la canción con la idea de romper la relación, pero mostrando una actitud despreocupada y hasta irónica frente al acto de cortar con su pareja, lo que refuerza su independencia emocional. Gomez también parece hablar de cuando la persona cambia por estar en relaciones, incluso de forma física, en la forma de vestir o de comportarse, y considera el volver a ciertas formas de autocuidado como como parte de su preparación para volver a ser soltera. La ruptura no se presenta como algo doloroso, sino como una decisión consciente y casi divertida, quizá porque se estuviera envuelta en una relación en la que tuviera que esconder ciertas partes de su personalidad para que funcionaria.
Por último, la línea que da título al sencillo, no debe entenderse como un lamento, sino como una afirmación alegre de libertad. La cantante expresa estar claramente exhausta de cierta relación que posiblemente la ha drenado, hasta que se ha dado cuenta de que realmente no necesita seguir con ella, que gana más estando soltera. En conjunto, la canción se convierte en un himno de empoderamiento femenino y autonomía emocional, destacando que estar soltera también puede ser emocionante y liberador.
Sobre a quién va dirigida la canción, si bien se especuló que podría estar dirigida al exnovio de Gomez, el cantante The Weeknd, con quién mantuvo una relación durante 2017, que cómo se ha indicado es cuando originalmente se grabó este sencillo, la propia Gomez desmintió que tuviera nada que ver con el cantante.

## Lanzamiento y promoción
Cómo se ha indicado, «Single Soon» sería publicado el 25 de agosto de 2023, estando disponible en todas las plataformas de streaming, como Spotify o Apple Music, así como en las plataformas de compra digital y en la propia página de la cantante, incluyendo un formato vinilo de 7 pulgadas  En el mismo momento del lanzamiento de la canción se publicó el video musical, donde aparece la cantante en una actitud jovial preparándose para salir de fiesta con su grupo de amigas tras dejar una nota a su pareja donde le indica que la relación ha finalizado. 
Pese a que hasta el día de hoy, no se ha realizado ninguna presentación en vivo del sencillo, se dio un fuerte empuje promocional al sencillo por parte de Interscope Records, consiguiendo colocar al sencillo en los primeros puestos de las principales listas de reproducción de las plataformas de Spotify, como Today Top Hits, que cuenta con más de 30 millones de seguidores en todo el mundo y es la lista de reproducción más seguida de la plataforma, así como otras listas orientadas a la música pop juvenil. Igualmente, el sencillo fue enviado el mismo día del lanzamiento a las radios pop estadounidenses y europeas, acción que suele reservarse para los lanzamientos musicales más importantes de la industria, y que permitió a la canción entrar en rotación en muchas de las grandes estaciones de radiofonía mundial.
Por su parte, Gomez compartió en redes sociales varias publicaciones alrededor del lanzamiento del sencillo, consiguiendo bastante viralidada, como por ejemplo, un video donde se ve a la cantante versionando un famoso diálogo de la serie Sexo en Nueva York, generando un momento muy viral, y que incluso fue compartido por la actriz de la serie Kim Cattrall.  Adicionalmente, dada a la coincidencia en la fecha de lanzamiento de «Single Soon» con el lanzamiento de la excompañera de Disney y amiga de Gomez, Miley Cyrus, con su tema Used To Be Young, ambas aprovecharon el momento para mencionar el lanzamiento de la otra a través de las redes sociales, felicitarse mutuamente, celebrar su longeva amistad, y aclarar que ninguna sabía del lanzamiento de la otra hasta que todo se había cerrado, así como que estaban expectantes por escuchar los sencillos. 
Por último, cabe destacar que «Single Soon» fue añadida al Fortnite Festival, un festival que se desarrolla dentro del videojuego Fortnite, y que permite reproducción la canción dentro de este.
Sin embargo, cabe destacar que la gran parte de la acción comercial realizada para el sencillo se concentró durante la primera semana del lanzamiento, y ante la ausencia de presentaciones en vivo, o de un mayor uso de las redes sociales para continuar con su propaganda, la difusión del sencillo pudo verse limitada, no alcanzando el éxito de sencillos precedentes de la cantante, como «Calm Down» o «Lose You to Love Me».

## Controversias
Por un lado, cabe destacar Gomez oficializó su relación con uno de los productores de la canción, el famoso Benny Blanco, en diciembre de 2023, 4 meses después del lanzamiento de este sencillo. Sin embargo, en varias entrevistas Gomez confirmó que para el momento en el que oficializaron la relación llevaban al menos 6 meses saliendo, lo cual implica que realmente en el momento en el que Gomez publicó esta canción, cuyo tema principalmente es la celebración de la soltería, realmente ya había iniciado una relación con Blanco.
Por otro lado, cabe destacar que alrededor del lanzamiento de este sencillo, así como de «Love On», publicado en 2024, existe cierta especulación relativa a que Gomez fue presionada por la discográfica para lanzar música que siguiese la tendencia del estilo Pop que estaba liderando las listas de ventas frente a otros estilos más orientados al R&B, en línea de canciones como «Good For You» o «Fetish». Se considera que el origen de estas presiones pudieran haberse originado en parte por el hecho de la tardanza del lanzamiento del disco que sucediese a Rare (2020), en parte por un descenso del rendimiento comercial de los algunos lanzamientos de la cantante. Aunque no ha sido confirmado por las partes, habiendo indicios tanto para confirmarlo como para desmentirlo, es cierto que en el álbum I Said I Love You First (2025), álbum colaborativo de Gomez y su pareja, Benny Blanco, no se encuentra este sencillo, pese a que también fue producido por Blanco, así como contó con una promoción limitada por parte de la discográfica.

### Recepción comercial

#### streamingy plataformas digitales
En la plataforma de Spotify la canción debutó con cerca de cuatro millones de reproducciones a nivel mundial, alcanzando el puesto número diez, siendo uno de los mayores estrenos de Gomez este servicio de streaming. Rendimiento similar tuvo el video musical en YouTube, acumulando más de cuatro millones y medio de reproducciones en 24 horas. Por su parte consiguió liderar a nivel mundial la plataforma de iTunes, con más de 30 números uno, y la posición trece en el servicio de streaming Apple Music.
A lo largo de la semana la canción se mantuvo bastante estable en la plataforma de Spotify, obteniendo más de dieciocho millones de reproducciones durante la semana inicial del lanzamiento, ocupando un puesto 20 en el conteo semanal de Spotify, así como el 31 en Estados Unidos, 19 en Canadá o 18 en Noruega. Mientras tanto en YouTube alcanzó una posición nueve en el conteo mundial, con más de 14.5 millones de reproducciones solo en el video musical.
Sin embargo, para la segunda semana la canción bajaría a un puesto 51 en el conteo semanal de Spotify, y para la quinta semana, última semana de la canción en el conteo, ya había bajado hasta el puesto 180. Actualmente la canción cuenta con alrededor de 260 millones de reproducciones en la plataforma, una cifra bastante inferior a otros éxitos de la cantante como «Same Old Love» o «Calm Down Remix». De forma similar, la canción tuvo un descenso notable de visualizaciones en la plataforma de YouTube durante las siguientes semanas, contando actualmente con alrededor de 60 millones de reproducciones en el video oficial.

#### Posiciones en listas
«Single Soon» tuvo un debut bastante sólido en algunos mercados internacionales, como por ejemplo en Estados Unidos, donde consiguió alcanzar el puesto 19, favorecido por buenos streams, ventas digitales y un gran apoyo de las radios, obteniendo uno de los mejores debuts de la cantante en la plataforma y consiguiendo un mejor puesto que otros de sus más famosos sencillos, como «Wolves» o «Love You like a Love Song». Destaca también el puesto 16 obtenido en Noruega, o el puesto 17 de Canadá, que suele recibir los sencillos de la cantante bastante bien. Internacionalmente, cabe destacar que el sencillo contó con mucha promoción radial, lo que le llevó a entrar en muchas listas de Airplay de alrededor del mundo, con grandes estrenos en América y Europa. Sin embargo, cabe destacar que en España la canción no logró entrar en ninguna lista de éxitos, lo cual no suele resultar habitual para la cantante en sus grandes lanzamientos. En relación con Reino Unido, la canción consiguió debutar en el puesto 21, lo cual lo coloca a la par de otros sencillos de la cantante. En general, durante la primera semana, la canción consiguió debuts sólidos alrededor del mundo, aunque alejados de otros estrenos más exitosos de la cantante, consiguiendo una posición 13 en la lista Global 200 de Billboard. 
Sin embargo, durante la segunda semana el sencillo se resintió bastante en todos los mercados, desapareciendo de las listas de varios países como Francia, Alemania, o Noruega, pese a que en este último tuvo uno de los mejores debuts de la canción. También tuvo pronunciadas caídas en Estados Unidos, Reino Unido o Canadá, si bien cabe destacar que en las radios siguió teniendo una fuerte presencia, siendo principalmente un rendimiento en el streaming lo que estaba lastrando el rendimiento en las listas.
De esta manera a lo largo de las semanas, «Single Soon» consiguió alcanzar el puesto 10 en las radios pop de Estados Unidos, siendo el decimotercer sencillo de la cantante en lograrlo, y un puesto 16 a nivel general. En otros países también encontró una buena recepción en las radios, tales como en Canadá, Bulgaria o Estonia, país en que consiguió posicionarse en primer lugar, siendo en general muy bien recibido en las radios Europeas. En esta línea, también consiguió posicionarse en varias listas de ventas digitales, impulsado por la versión vinilo, destacando su excelente rendimiento comercial en Reino Unido, donde alcanzó una posición máxima en el puesto número 5, y apareciendo recurrentemente en en listado a lo largo de los meses.
Sin embargo, en general el desempeño comercial del sencillo, sin poderse considerar un fracaso, fue bastante menos exitoso que otros esfuerzos de la cantante, principalmente debido a la poca longevidad y estabilidad que mostró en las principales listas internacionales y en streaming. De esta forma, tras alcanzar la posición 13, desapareció tras solo 5 semanas en el conteo mundial de Billboard, evidenciando la falta de sostenibilidad en las listas, mientras que en Estados Unidos desaparecería de las listas tras 12 semanas, siendo uno de los sencillos de Gomez con intensa promoción radial con menor número de semanas en las listas estadounidense. En Canadá alcanzaría las 16 semanas, siendo el país en que más longevidad demostró el sencillo mientras que en Reino Unido desapareció de la lista tras 9 semanas.

## Posicionamiento en listas
| Listas (2023)                             | Mejor posición |
| ----------------------------------------- | -------------- |
| Alemania (Official German Charts)         | 68             |
| Australia (ARIA)                          | 26             |
| Austria (Ö3 Austria Top 40)               | 52             |
| Bélgica (Ultratop 50) Flanders            | 42             |
| Bélgica (Ultratop 50) Wallonia            | 45             |
| Bulgaria Airplay (PROPHON)                | 4              |
| Canadá (Canadian Hot 100)                 | 17             |
| Canadá (CHR/Top 40)                       | 6              |
| Canadá (Hot AC)                           | 15             |
| CIS (Tophit)                              | 47             |
| Corea del Sur (Gaon)                      | 115            |
| Croacia (HRT)                             | 23             |
| Dinamarca (Tracklisten)                   | 8              |
| Eslovaquia (Radio Top 100)                | 4              |
| Eslovaquia (Singles Digitál Top 100)      | 46             |
| Estonia Airplay (Tophit)                  | 1              |
| El Salvador (Monitor Latino)              | 18             |
| Estados Unidos (Billboard Hot 100)        | 19             |
| Estados Unidos (Adult Contemporary)       | 16             |
| Estados Unidos (Adult Top 40)             | 9              |
| Estados Unidos (Dance/Mix Show Airplay)   | 27             |
| Estados Unidos (Pop Airplay)              | 4              |
| Francia (SNEP)                            | 66             |
| Grecia (International Digital Singles)    | 74             |
| Mundial (Billboard Global 200)            | 13             |
| Mundial (Ex.EEUU) (Billboard Global 200)  | 17             |
| Hungría (Radios Top 40)                   | 5              |
| Irlanda (IRMA)                            | 19             |
| Islandia (Tonlist)                        | 39             |
| Japón (Japan Hot Overseas)                | 9              |
| Letonia (Top 40)                          | 6              |
| Lituania (AGATA)                          | 52             |
| Noruega (VG-lista)                        | 16             |
| Nueva Zelanda Hot Singles (RMNZ)          | 35             |
| Países Bajos (Dutch Top 40)               | 4              |
| Países Bajos (Single Top 100)             | 64             |
| Panamá (Monitor Latino)                   | 9              |
| Paraguay (Monitor Latino)                 | 9              |
| Polonia (Polish Airplay Top 100)          | 5              |
| Portugal (AFP)                            | 58             |
| Reino Unido (UK Singles Chart)            | 21             |
| República Checa (Singles Digitál Top 100) | 74             |
| República Checa (Radio - Top 100)         | 5              |
| Rusia Airplay (TopHit)                    | 98             |
| San Marino Airplay (SMRTV)                | 4              |
| Suecia (Sverigetopplistan)                | 43             |
| Suiza (Schweizer Hitparade)               | 47             |

| Listas (2023)                            | Mejor Posición |
| ---------------------------------------- | -------------- |
| Estonia Airplay (TopHit)                 | 27             |
| Lituania Airplay (TopHit)                | 186            |
| Polonia Airplay (Polish Airplay Top 100) | 71             |

| Listas (2023)                   | Mejor Posición |
| ------------------------------- | -------------- |
| Hungría Airplay (Radios Top 40) | 51             |

## Certificaciones
| País (organismo certificador) | Certificación | Unidades certificadas |
| ----------------------------- | ------------- | --------------------- |
| Australia (ARIA)              | Platino       | 70 000                |
| Brasil (Pro-Música Brasil)    | Platino       | 40 000                |
| Canadá (Music Canada)         | Oro           | 40 000                |
| Italia (FIMI)                 | Oro           | 50 000                |
| Polonia (ZPAV)                | Oro           | 25 000                |

## Historial de lanzamiento
| Región         | Fecha                    | Formato(s)                 | Discográfica(s)       | Ref.          |
| -------------- | ------------------------ | -------------------------- | --------------------- | ------------- |
| Mundial        | 25 de agosto de 2023     | Descarga digital streaming | Interscope Records    |               |
| Italia         | 25 de agosto de 2023     | Airplay                    | Interscope Records    | [ 93 ]        |
| Estados Unidos | 25 de agosto de 2023     | Pop Airplay                | Interscope Records    | [ 93 ]        |
| Estados Unidos | 25 de agosto de 2023     | Adult contemporary         | Interscope Records    | [ 93 ]        |
| Mundial        | 29 de septiembre de 2023 | 7"                         | Universal Music Group | [ 94 ] [ 95 ] |